# Inmortal (canción de Aventura)
Inmortal es una canción grabada por Aventura lanzada como el sencillo principal del cuarto álbum de estudio de Romeo Santos, Utopía. Es el primer sencillo de la banda desde su separación en 2011. El sencillo debutó en el puesto número 95 en el Billboard Hot 100 y llegó a las listas de numerosos países latinoamericanos.

## Antecedentes
Romeo Santos lanzó un teaser de la canción en Instagram el 1 de abril de 2019 y prometió que se lanzaría esa noche. Sin embargo, resultó ser una broma del Día de los Inocentes, y esto enfureció a muchos fanáticos. Luego Santos se disculpó con sus fans y aseguró que el sencillo no sería lanzado; sin embargo, al día siguiente, anunció oficialmente el sencillo y el álbum, Utopía, lanzando Inmortal de manera oficial el 5 de abril del mismo año, y explicando que la broma era acerca de la fecha de lanzamiento y no de la canción en sí.

## Recepción de la crítica
Rolling Stone declaró que «Inmortal» es una carta de amor para los fanáticos de Aventura desde hace mucho tiempo.

## Video musical
El video musical de la canción fue dirigido por Fernando Lugo y filmado en Miami, Florida. Está protagonizada por los cuatro miembros de Aventura. En el videoclip, se muestra que Romeo se enamora de una mujer, pero los dos son separados por un equipo SWAT que se lleva a Romeo. Luego Romeo, desnudo, está cautivo en un laboratorio del gobierno. El video también muestra escenas de Aventura actuando en una colección de animales de vidrio mientras está rodeado de médicos.
Hasta marzo de 2020 poseía más de 200 millones de visitas en YouTube.

## Espectáculos en vivo
El 25 de abril de 2019 Aventura interpretó el sencillo en los Premios Billboard de la Música Latina 2019.

## Posiciones en listas
| Listas (2019)                         | Posición más alta |
| ------------------------------------- | ----------------- |
| Argentina (Argentina Hot 100)         | 62                |
| Bolivia (Monitor Latino)              | 14                |
| Colombia (National Report)            | 71                |
| República Dominicana (Monitor Latino) | 19                |
| Ecuador (National Report)             | 66                |
| Puerto Rico (Monitor Latino)          | 1                 |
| España (PROMUSICAE)                   | 53                |
| Estados Unidos (Billboard Hot 100)    | 95                |
| Estados Unidos (Hot Latin Songs)      | 5                 |
| Estados Unidos (Latin Airplay)        | 1                 |
| Estados Unidos Tropical Airplay)      | 1                 |
| Venezuela (Informe Nacional)          | 2                 |

## Certificaciones
| Región                                                           | Certificación     | Unidades / ventascertificadas |
| ---------------------------------------------------------------- | ----------------- | ----------------------------- |
| Estados Unidos (RIAA)                                            | Diamante (latino) | 600.000                       |
| Ventas + cifras de transmisión basadas solo en la certificación. |                   |                               |